# Michael Bolotin (album)
Michael Bolotin è il primo album del cantante statunitense Michael Bolton, pubblicato nel 1975.

## Tracce
1. "Your Love" (Bolotin)
2. "Give Me A Reason"
3. "Dream While You Can"
4. "Tell Me How You Feel"
5. "It's All Comin' Back To You"
6. "It's Just A Feelin'"
7. "Everybody Needs A Reason"
8. "You're No Good"
9. "Time Is on My Side" ("Norman Meade", aka Jerry Ragovoy)
10. "Take Me As I Am"
11. "Lost In The City"

## Formazione
- Batterista: Andy Newmark, Bernard Purdie
- Bassista: Wilbur Bascomb, Jr.
- Tastierista: Walt Richmond
- Pianista: Rev. Patrick Henderson
- Chitarrista: Fred Bova, Wayne Perkins
- Sassofonista: Jim Horn, Dennis Morouse, David Sanborn
- Flautista: George Sturtevant
- Corista: Lani Groves, Marcy Levy, Barbara Massey, Mary Russell